# Perro lobo italiano

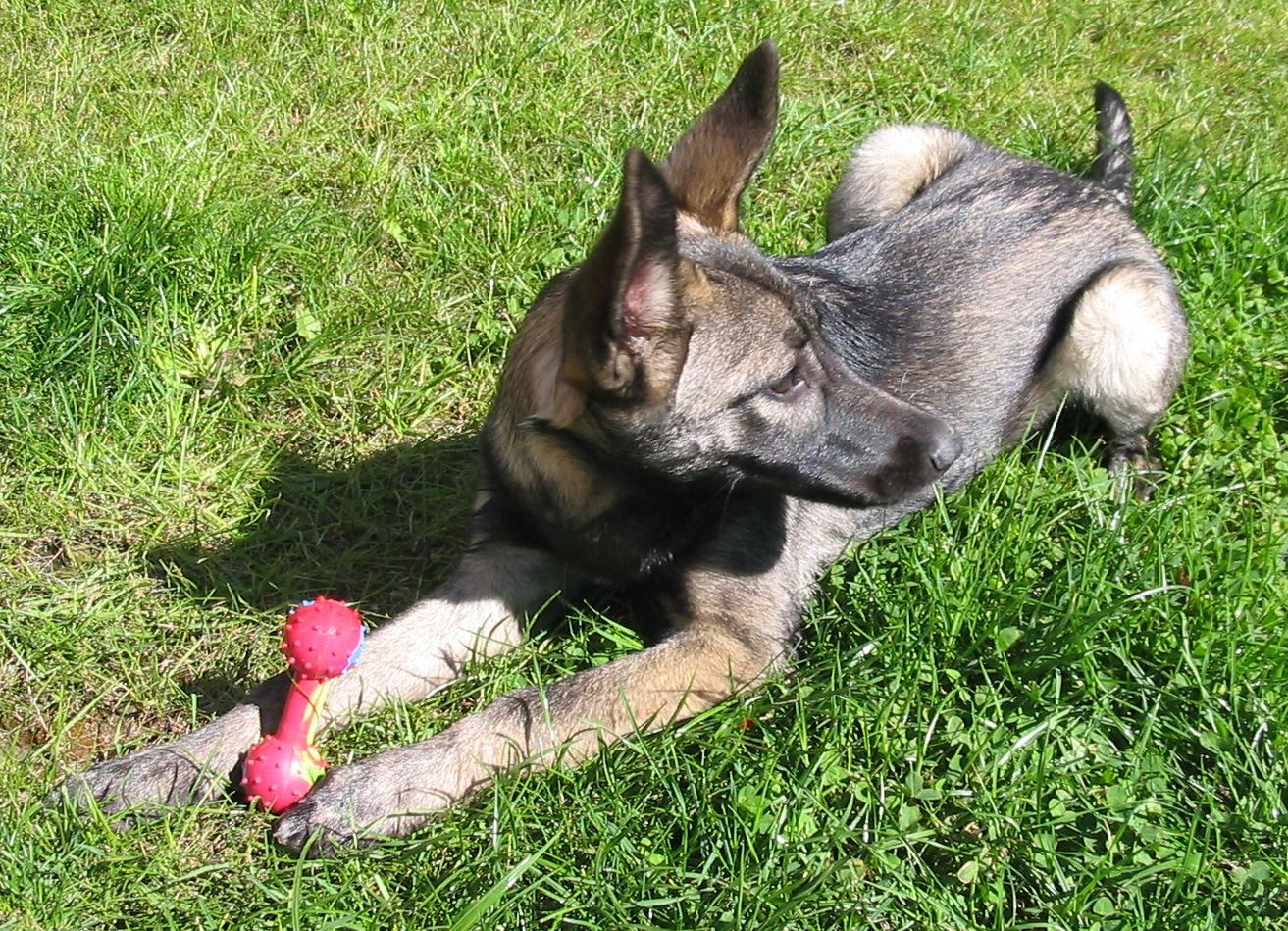
"Lupo italiano" (Perro lobo italiano)

El lupo italiano (perro lobo italiano) es una raza de perro que fue creada en 1966 cruzando una loba salvaje italiana del norte del Lazio con un Pastor Alemán.

## Características
A diferencia de la mayoría de los perros lobo híbridos este ejemplar canino muestra una tendencia a ser utilizado como perro de trabajo y su reproducción fue promovida por el Gobierno italiano. Un establecimiento de cría fue creado en Piamonte y el número de perros aumenta gradualmente a cerca de 700 ejemplares por año.
La raza fue reconocida oficialmente por el Gobierno italiano y se aprobaron leyes para proporcionar recursos financieros para su reproducción. Hoy en día numerosos equipos de rescate alpinos utilizan estos perros para la búsqueda de víctimas de avalanchas. Con el tiempo, ha demostrado ser superior al pastor alemán en la localización de personas enterradas bajo la nieve. También se ha utilizado como perro de rescate para localizar a personas atrapadas bajo los escombros de edificios derrumbados en la secuela de un terremoto. El Lupo italiano ha llevado a cabo excepcionalmente bien este papel de rescate.

## Apariencia
Se asemeja a un Pastor Alemán en su apariencia, pero sus ojos se asemejan a los de un lobo. La altura oscila entre 60 y 70 cm para los machos, y 58 a 65 cm para las hembras. La cabeza y su expresión define el sexo del animal. Los labios casi siempre son de color negro. La mandíbula es fuerte, y hay una dotación completa de 42 dientes: la mordedura es en forma de tijera. Los ojos dan una expresión intensa y leal, y van desde el ámbar y el color amarillo al azul. El cuerpo es robusto, no muy alargado. El abdomen es fuerte (la columna vertebral es recta), muy bien construido y proporcionado.
El Lupo italiano actúa con rapidez y con gracia, a pesar de su tamaño. Su trote da la impresión de "fuerza elegante" y se parece al del lobo salvaje. las extremidades son largas y musculosas, con poco ángulo. Su pelaje es de longitud y dureza mediana, más corto y más fino en los muslos, en la cabeza y en las extremidades. El color varía desde el gris, con marcas diferentes, al crema, con una silla de montar oscura. La cola, sin exageración, se cuelga baja hasta los pelos de punta, y no presenta ninguna curvatura excesiva.